# 후계자 (1990년 영화)
《후계자》(영어: The Rookie)는 미국에서 제작된 클린트 이스트우드 감독의 1990년 버디 경찰 액션 스릴러 영화이다. 이스트우드, 찰리 신, 라울 훌리아 등이 출연하였고, 하워드 G. 커잰지언 등이 제작에 참여하였다.
이 영화는 1990년 12월 7일 미국과 캐나다 극장에서 초연되었고, 영화표 영수증 기준 2,163만 3,874 달러의 수익을 거둬들이며 제작비 3,000만 달러에 미치지 못하는 결과를 안았다.

## 줄거리
경험이 많은 로스앤젤레스 경찰국 소속 형사 닉은 도난된 고급차 여러 대를 실은 트럭을 추격하다가 파트너를 잃는다. 신참(rookie) 데이비드를 새 파트너로 배정 받은 닉은 더 이상 파헤치지 말라는 윗선의 지시를 무시하고 수사를 계속해나간다.

## 출연
- 클린트 이스트우드
- 찰리 신
- 라울 훌리아
- 소니아 브라가
- 톰 스케릿
- 라라 플린 보일
- 페페이 서나
- 잰더 버클리
- 핼 윌리엄스
- 폴 벤빅터
- 토니 플라나
- 조엘 폴리스
- 조던 런드

## 기타 제작진
- 배역: 필리스 허프먼
- 의상: 데버라 호퍼, 로버트 스튜어트, 글렌 라이트